# قوانین آروندل

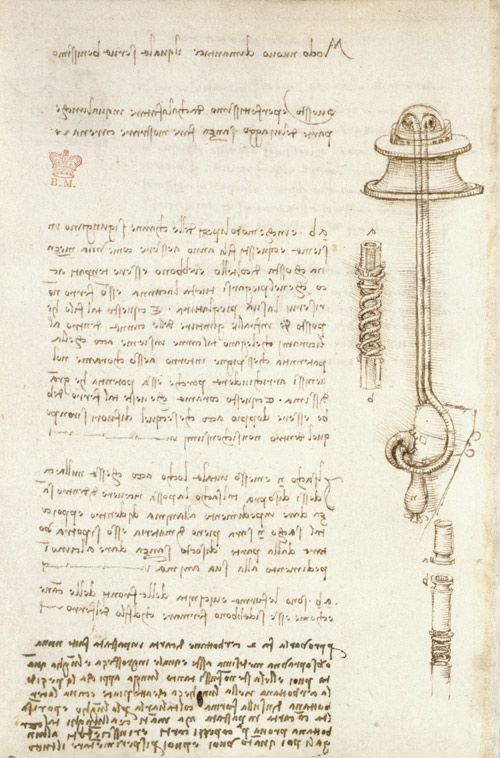
برگی از قوانین آروندل: بررسی یک دستگاه تنفس در زیر آب برای غواصان

قوانین آروندل (به انگلیسی: Codex Arundel) مجموعه‌ای از صفحاتی می‌باشد که لئوناردو دا وینچی بین سال‌های ۱۴۸۰ الی ۱۵۱۸ نوشته است. این کتاب شامل چندین رساله‌ی مختلف پیرامون موضوعاتی چون مکانیک یا هندسه می‌شود. نام این کتاب برگرفته از ارل آروندل، کسی که آن را در دههٔ ۱۶۳۰ در اسپانیا پیدا کرد، گرفته شده است. قوانین آروندل همکنون در بخش نسخ خطی آروندل کتابخانه بریتانیا نگه‌داری می‌شود.

## تشریح
قوانین آروندل شامل ۲۸۳ برگ در اندازه‌های مختلف می‌شود که بیشترشان تا اندازهٔ ۲۲ در ۱۶ سانتی‌متر هستند. تنها چند برگ سفید مانده و دو صفحۀ ۱۰۰ و ۱۰۱ به اشتباه دوباره شماره‌گذاری شده‌اند. این کتاب شامل مجموعه‌ای از دست نوشته‌های لئوناردو می‌شود که وی در بازهٔ زمانی ۴۰ ساله (۱۵۱۸-۱۴۷۸) و در زمان حیاتش جمع کرده است. کتاب حاوی رساله‌ها کوتاه، یادداشت‌ها و نقاشی‌هایی پیرامون مسائلی گرفته از مکانیک تا پرواز پرندگان را می‌باشد. از نوشته‌های داوینچی اینگونه برمی‌آید که او صفحات را کنار یکدیگر جمع کرده تا بتواند مرتب و شاید منتشر بنماید. لئوناردو عادتاً هر برگه را به یک موضوع اختصاص داده است تا هر برگه به صورت منسجم یک رساله را در دو صفحۀ پشت و رو توضیح دهد. این ترتیب بعداً توسط صحافان کتاب از بین رفت که بعد از برگ برگ کردن کتاب، آن‌ها را روی هم تل‌انبار کردند و باعث شدند تا موضوعات پخش شده و بنظر رسد که به صورت رندوم نوشته شده‌اند.
قوانین آروندل، شبیه به قوانین لیسستر می‌باشد که آن هم تلفیقی از یادداشت‌ها، اشکال هندسی و طراحی‌ها است. قوانین آروندل بعد از قوانین آتلانتیک، به عنوان مهمترین کار داوینچی شناخته می‌شود.

## تاریخچه
کتاب در اواخر قرن ۱۵ام و اوایل قرن ۱۶ام در ایتالیا نگاشته شد. بیشتر صحفات را می توان به ۱۴۸۰ الی ۱۵۱۸ تاریخ داد. دربارهٔ قوانین آروندل تا زمانی که به تصحاب انجمن سلطنتی نیامده بود، اطلاعاتی در دست نبود.
این کتاب در اوایل قرن ۱۷ام توسط توماس هووارد (۱۵۸۵-۱۶۴۶) ۲۱امین ارل آروندل، جمع‌کنندهٔ آثار هنری و سیاسیتمدار خریداری شد. هنری هووارد (۱۶۲۸-۱۶۸۴)، ۶امین دوک نورفولک، در سال ۱۶۶۷ آن را به انجمن سلطنتی اهدا نمود. قوانین آروندل برای اولین بار در سال ۱۶۸۱ توسط کتب‌دار ویلیام پری جزو کتب علمی و ریاضی طبقه‌بندی شد.
در سال ۱۸۳۱ این کتاب و ۵۴۶ کتاب دیگر (نیمی از مجموعهٔ آروندل) توسط موزه بریتانیا خریداری شده و در سال ۱۸۳۴ طبقه‌بندی شد. قوانین آروندل هم‌اکنون در کتابخانه بریتانیا نگه‌داری می‌شود.
جدیدترین رونوشت در سال ۱۹۹۸ منتشر شده است. در ۳۰ ژانویه ۲۰۰۷ این کتاب جزو پروژهٔ "ورق‌زدن صفحات" شد و به همراه قوانین لیسستر به صورت دیجیتالی درآمد. این دو کتاب داوینچی به صورت آنلاین به یکدیگر پیوست شده‌اند.